# Le Serment (bande dessinée)
Pour les articles homonymes, voir Le Serment.
 (janvier 2018).
Si vous disposez d'ouvrages ou d'articles de référence ou si vous connaissez des sites web de qualité traitant du thème abordé ici, merci de compléter l'article en donnant les références utiles à sa vérifiabilité et en les liant à la section « Notes et références ».
Le Serment est le quatrième de la série de bande dessinée Le Décalogue, scénarisé par Frank Giroud et dessiné TBC. Il est publié en 2001 par Glénat.

## Description

### Résumé
À Rome, en 1946, Davor, un jeune prêtre croate aux ordres du Vatican recueille son beau-frère Vilko, oustachi croate, afin de lui faire quitter le pays. Ce dernier est traqué par une jeune officier de l’armée yougoslave, Milena Mulabdic, amie d’enfance de Davor. Milena reproche à Vilko d’avoir livré son fiancé partisan aux fascistes. Un jeu du chat et de la souris, sur fond d’après-guerre, va se mettre en place entre les anciens compagnons de Mostar. Entre divergences politiques et règlements de compte amoureux, Le Serment met en scène les destins croisés de quatre jeunes gens dans une intrigue qui tire ses racines à Mostar  (Royaume de Yougoslavie) avant la guerre en 1937.

### Personnages
- Davor : Jeune croate devenu prêtre à la suite des déboires amoureux rencontrés avec Milena en 1937.
- Milena Vuco : Amie de Davor à Mostar, engagée dans l'armée yougoslave après que son fiancé, Safet, fut torturé et tué par les fascistes pendant la guerre.
- Vilko Topic : Beau-frère de Davor, Oustachi pendant la guerre, sauvé des partisans par Davor et traqué par sa vieille amie Milena.
- Safet Mulabdic : Bosniaque, fils d'Alya Guneï, ami de Davor et fiancé de Milena. Il est torturé et assassiné par les oustachis pendant la guerre.
- Kresimir Sotra Seferov : Colonel oustachi sanguinaire, assassin de Safet.

## Analyse
Quatrième tome de la grande saga du Décalogue, Le Serment aborde la question de la religion autour de questions stratégiques et géopolitiques dans un contexte d'après-guerre incertain. Nahik, apparait assez peu, passe de main en main et fait de nouvelles victimes. Le précepte du Décalogue présenté ici, « Tu ne porteras pas de faux témoignage », met habilement en relief le rôle de l'Église dans l'exfiltration des criminels nazis après la guerre. Comme d'habitude, l'auteur passe aux cribles les comportements humains les plus sordides, individuels ou collectifs, pour les dénoncer sans ambiguïtés. Le choix du dessinateur slovène, TBC, est un symbole important dans la réalisation de l'album.

## Publications en français
- Glénat, 2001  (ISBN 2-7234-3216-5)

### Documentation
- Fabien Tillon, « Décalogue : à fond la forme ! », BoDoï, no 43,‎ juillet 2001, p. 12.